# Chór Katedralny Carmen

## Historia
Katedralny Chór CARMEN powstał przy białostockiej prokatedrze we wrześniu 1988 roku. Jego założycielem był ks. Jan Wierzbicki, a opiekunem pozostaje do dzisiaj proboszcz katedry ks. Antoni Lićwinko.
Od początku istnienia zespół włączał się aktywnie w uświetnianie uroczystości kościelnych i patriotycznych w Białymstoku i okolicach. W latach 1992–1996 chór koncertował na Litwie, Białorusi, w Rosji, Włoszech i na Sycylii, Austrii, Niemczech. 
Od 1996 roku dyrygentem i kierownikiem artystycznym jest Bożena Bojaryn – Przybyła. W 1997 roku zespół ponownie odwiedził Białoruś, w listopadzie 1999 roku wziął udział w VII Międzynarodowym Festiwalu Muzyki Sakralnej G. P. da Palestrina w Rzymie oraz wykonał kilka koncertów na terenie Włoch, a w październiku 2001 r. był uczestnikiem XIII Międzynarodowego Festiwalu Muzyki Religijnej w Rumi.
Chór towarzyszył wielu uroczystościom odbywającym się w Białymstoku i całym kraju, brał udział w cyklicznych imprezach kulturalnych, takich jak Katedralne Koncerty Organowe czy Moniuszkowski Festiwal Podlasia; współpracował w Radiem Białystok, a także z Teatrem Dramatycznym im. A.Węgierki w Białymstoku biorąc udział w spektaklu „Mały Książę”. W marcu 2002 roku pod batutą dyrekcją wybitnego organisty i klawesynisty Marka Toporowskiego wykonał operę-oratorium Acis i Galatea G.F. Haendla. Obecnie chór tworzą głównie studenci białostockich uczelni, uczniowie starszych klas szkół średnich oraz osoby pracujące.
Od 2019 roku dyrygentem Chóru jest Magdalena Gładkowska.

## Osiągnięcia
- 1994 – Festiwal Muzyki Chrześcijańskiej w Mohylewie – I nagroda
- 2002 – XXI Międzynarodowy Festiwal Muzyki Cerkiewnej „Hajnówka” – I miejsce w kategorii chórów parafialnych
- 2007 – Ogólnopolski Konkurs Pieśni Pasyjnej w Bydgoszczy – Grand Prix w kategorii chórów kościelnych
- 2007 – Międzynarodowy Festiwal „Festa Choralis Bratislava” – Złoty medal w kategorii: pieśń sakralna[1]

## Repertuar
W repertuarze zespołu znajdują się utwory sakralne, świeckie, patriotyczne, ludowe. Chór wykonuje polifonię renesansową, utwory barokowe wokalne i wokalno-instrumentalne, romantyczne dzieła religijne i świeckie, kompozycje współczesne. Stałym punktem repertuarowym są kościelne pieśni na cały rok liturgiczny. 